# God Gave Rock 'n' Roll to You
«God Gave Rock'n'Roll To You» en español "Dios Te Dio El Rock 'n' Roll" es una canción original del grupo Argent de 1973. Ha sido versionada por numerosos artistas, incluyendo Petra, Midtown, The Truth, Bride y Oficina G3. En 1991 Kiss hizo una versión de la canción lanzándola con el título "God Gave Rock 'N' to You II" para la película Bill & Ted's Bogus Journey. También Unrest rehízo la canción titulándola "God Gave Rock & Roll To You III" para su EP Bavarian Mods de 1992. 

## Versión de Argent
En los créditos figura como de la autoría de Russ Ballard. Fue grabada en 1971 durante las sesiones para su álbum All Together Now, pero originalmente no apareció como una pista del álbum hasta In Deep de 1973, y fue lanzado como sencillo de éxito en ese momento. En el CD de reedición de All Together Now de 1997 la pista se incluye como bonus. 

## Versiones
Diversos grupos han realizado covers de esta canción, entre ellos: Petra, Midtown, The Truth, Bride, Oficina G3 y Kiss

## Versión de Kiss
Es la última canción de Kiss que registra la participación del baterista Eric Carr antes de su muerte en 1991. Carr se encontraba muy enfermo para ejecutar las partes de batería en este tema, por lo que solamente aportó las voces secundarias durante la parte del tema cantada a capella, siendo el verso "...to everyone, he gave his song to be sung" (...para todos, dio la canción para que sea cantada"), pero la batería en el estudio fue ejecutada por Eric Singer. Durante el especial televisivo del DVD Kissology 2: 1978-1991, emitido por el canal VH1, Gene Simmons comentó "No es solamente el cover de una canción para una película, pero sí un testamento para Eric Carr, y creo que mucha gente no se da cuenta".
La canción fue un éxito para la banda en varias partes del mundo, llegando al Top Ten en el Reino Unido y Alemania, pero no obtuvo el mismo éxito en su país natal. La canción fue también el primer single donde Stanley y Simmons compartían estrofas al cantar desde el tema "I" del álbum Music From "The Elder" de 1981.

### Video musical
El videoclip se filmó en Los Ángeles durante julio de 1991 y fue dirigido por Mark Rezyka. Presenta a la banda con su formación de la época tocando en una especie de gran galpón con el piso mojado, intercalando filmaciones de Paul Stanley y Gene Simmons durante los años setenta. Curiosamente, no se incluyeron imágenes de Eric Carr durante la era con maquillaje en el video, pese a haber sido parte de la banda durante diez años y medio. Hay que aclarar que una versión fue realizada por el grupo cristiano Petra en 1977 de su álbum Come And Join Us.

### Formación
- Paul Stanley - Guitarra rítmica y líder vocal.
- Gene Simmons - Bajo y líder vocal.
- Eric Carr - segunda voz.
- Eric Singer - Batería.
- Bruce Kulick - Guitarra y segunda voz.

'"God Gave Rock and Roll to You" (Words & Music by Russ Ballard) – 3:54
Ballard comenzó su carrera como guitarrista de la banda Buster Meikle & The Day Breakers en 1961, junto a su hermano mayor Roy Ballard en el piano y Bob Henrit en la batería. Luego de un período junto al grupo The Roulettes, junto a Adam Faith, se unió al grupo Unit 4 + 2, a principios de los '60. Posteriormente, se convirtió en el vocalista principal y guitarrista de la banda Argent, donde obtuvo su primer hit, God Gave Rock and Roll to You! (en español, "Dios te dio el Rock and Roll"). Esta canción fue luego versionada por Petra y Kiss.
- Datos: Q5575866